# Iłłarion Tałachadze
Iłłarion Iłłarionowicz Tałachadze (ros. Илларион Илларионович Талахадзе, ur. 1894, zm. 1974) – funkcjonariusz radzieckich organów represji, czekista.

## Życiorys
W 1917 wstąpił do partii bolszewickiej SDPRR(b), w 1920 był przewodniczącym terskiej obwodowej Czeki, później do 30 kwietnia 1921 dagestańskiej obwodowej Czeki. Od czerwca do września 1921 był przewodniczącym gubernialnej Czeki w Kutaisi, po czym został zastępcą ludowego komisarza spraw wewnętrznych Gruzińskiej SRR, a w 1924 przewodniczącym Sądu Najwyższego Gruzińskiej SRR. Później był przewodniczącym wydziału politycznego Stacji Maszynowo-Traktorowej w Kutaisi i potem do 1936 dyrektorem Instytutu Prawa Gruzińskiej SRR, od 1936 do 1946 prokuratorem Gruzińskiej SRR i później kierownikiem katedry prawa państwowego Tbiliskiego Uniwersytetu Państwowego im. Stalina w stopniu profesora.

## Odznaczenia
- Order Czerwonego Sztandaru
- Order Czerwonego Sztandaru Pracy (dwukrotnie)
- Order Czerwonej Gwiazdy
- Order „Znak Honoru”
- Zasłużony Działacz Nauki Gruzińskiej SRR (1946)